# NGC 1229
NGC 1229 је спирална галаксија у сазвежђу Еридан која се налази на NGC листи објеката дубоког неба.
Деклинација објекта је - 22° 57' 38" а ректасцензија 3h 8m 10,8s. Привидна величина (магнитуда) објекта NGC 1229 износи 14,1 а фотографска магнитуда 14,9. NGC 1229 је још познат и под ознакама ESO 480-33, MCG -4-8-25, UGCA 53, IRAS 03059-2309, VV 260, VV 337, ARP 332, PGC 11734.